# Војислав Симић
Војислав Симић — Бубиша  (Београд, 18. март 1924) српски је музичар, композитор и диригент. Некадашњи је председник Удружења композитора Србије и Удружења џез музичара Србије.

## Биографија
Рођен је 18. марта 1924. године, у самом центру Београда у Косовској улици. Школовао се у родном граду. Завршио је Другу мушку гимназију, а затим и Факултет музичких уметности. Након завршетка Другог светског рата основао је први биг бенд у Србији - џез оркестар „Динамо“. 1953. године постављен је за диригента Џез оркестра Радио телевизије Београд, на чијем челу је био све до 1985. године. Са овим оркестром, Симић је пропутовао целу Европу. 1960. године на џез фестивалу у Жуан ле Пену, у Француској, овај оркестар освојио је прву награду у категорији биг бендова. Џез оркестар Радио телевизије Београд сарађивао је са многим значајним музичарима и бендовима, не само из тадашње Југославије, него и шире. Ела Фицџералд, Квинси Џоунс, Дјук Елингтон, нека су од њих. Као гост диригент Симић се годинама појављивао у Позоришту на Теразијама и другим позориштима бивше Југославије. Често је био гост диригент Симфонијског оркестра ЈНА. Од 1986. до 1992. водио је сениорски хор КУД „Бранко Крсмановић“. Компоновао је музику различитих жанрова: дечју, хорску, забавну, џез и симфонијску музику. Један је од зачетника етно-џеза у српској музици. Аутор је музике за велики број телевизијских серија, играних и документарних филмова. Са Кикијем Лесендрићем радио је и музику за филм Бићемо прваци света.
У деветој деценији живота је почео да пише књиге. Године 2005. је објавио књигу „Сусрети и сећања“, а убрзо затим и „Весело путовање“ (2006). Потом је објавио „Сентиментално путовање“ (2010) и „Неиспричане приче“ (2014).

## Награде
Добитник је великог броја награда и признања. Нека од њих су:
- Орден рада са златним венцем
- Орден Заслуга за народ са сребрним зрацима
- Златни беочуг града Београда
- Награда за животно дело РТВ Србије
- Награда за животно дело џез фестивала Нишвил
- Октобарска награда града Београда, 2011.
- Златна медаља за заслуге, поводом Дана државности Републике Србије, 2015.
- Награда за животно дело Савеза естрадно-музичких уметника Србије, 2017.[5]
- Награда за животно дело Удружења музичара џеза, забавне и рок музике Србије, 2018.[6]
- Национални естрадно-музички уметник Србије, 2019.[7]

## Дела

### Музика за ТВ серије
- Невен
- Осма офанзива
- Салаш у Малом Риту

### Музика за филмове
- Сумњиво лице
- Др
- Вагон ли
- Салаш у Малом Риту

### Позоришне представе
- Стаклена менажерија
- Добри човек из Сечуана
- Злочин и казна
- Мачка на усијаном лименом крову
- Плачи, вољена земљо

### Џез музика
- Игра под Шар планином (џез фантазија)
- Песма са југа (џез свита)[8]

### Дечја музика
- ЛП Песма о Снешку Белићу[9]